# Parthenocissus vitacea
Parthenocissus vitacea är en vinväxtart som först beskrevs av Knerr, och fick sitt nu gällande namn av A.S. Hitchc.. Parthenocissus vitacea ingår i släktet vildvinssläktet, och familjen vinväxter. Inga underarter finns listade i Catalogue of Life.